# Église Notre-Dame de Marcilly
L'église Notre-Dame est une église catholique située à Igé, en France, sur le territoire de l'ancienne commune de Marcilly.

## Localisation
L'église est située dans le département français de l'Orne à l'est du petit bourg de l'ancienne commune de Marcilly rattachée à Igé en 1817.

## Architecture
L'édifice est inscrit au titre des monuments historiques depuis le 9 juin 1971.

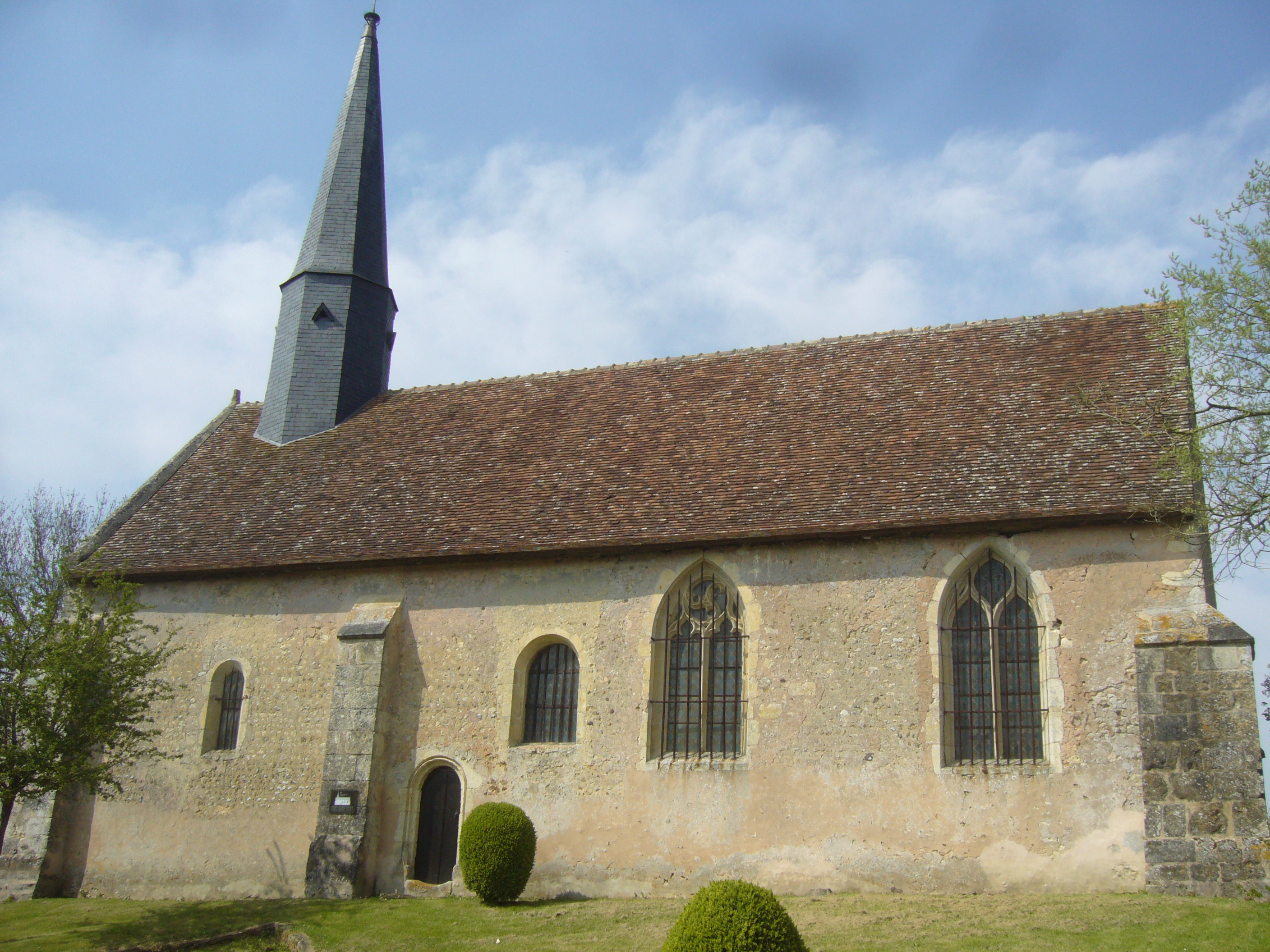
Vue méridionale.
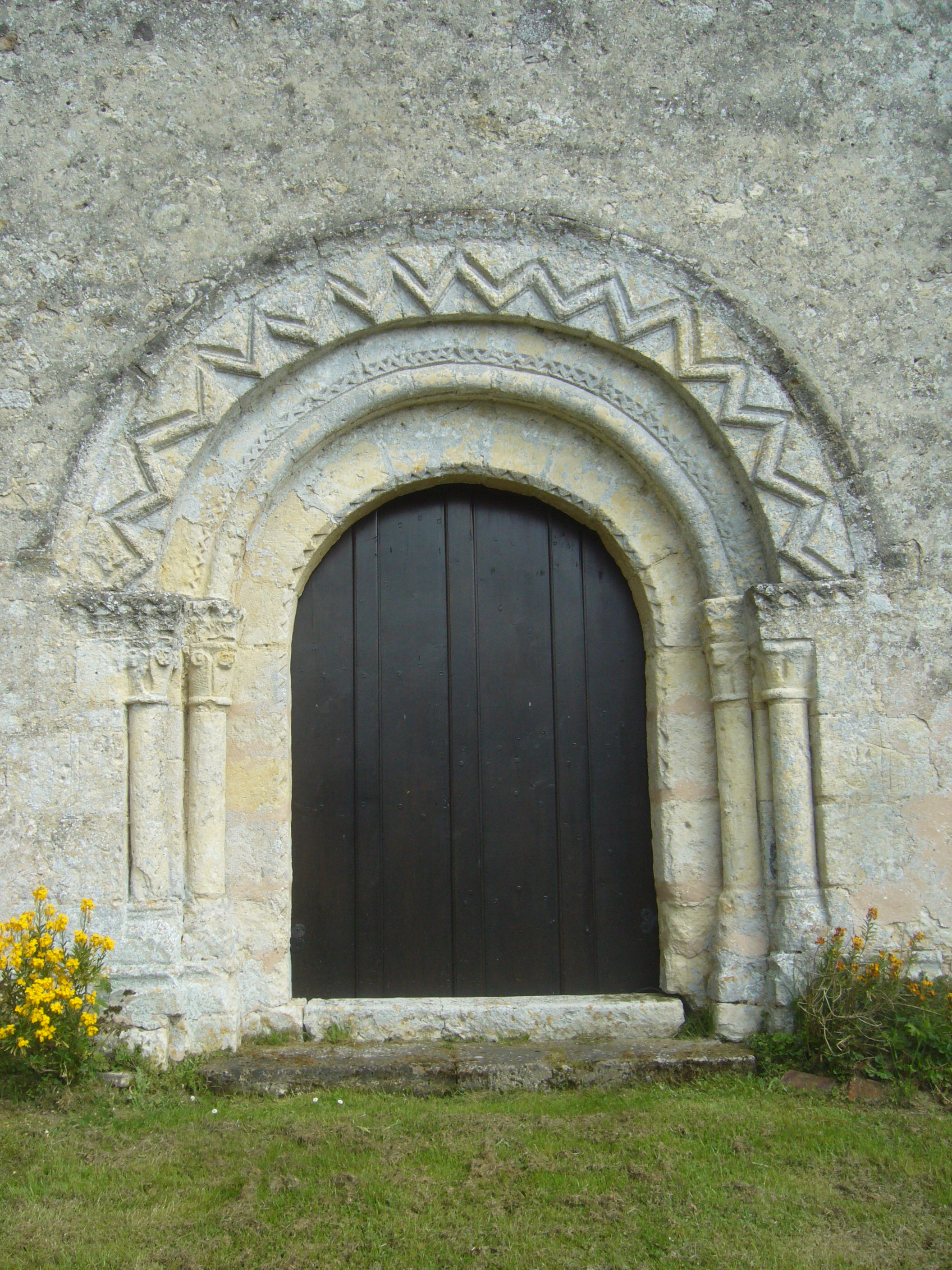
Le portail occidental.

## Mobilier

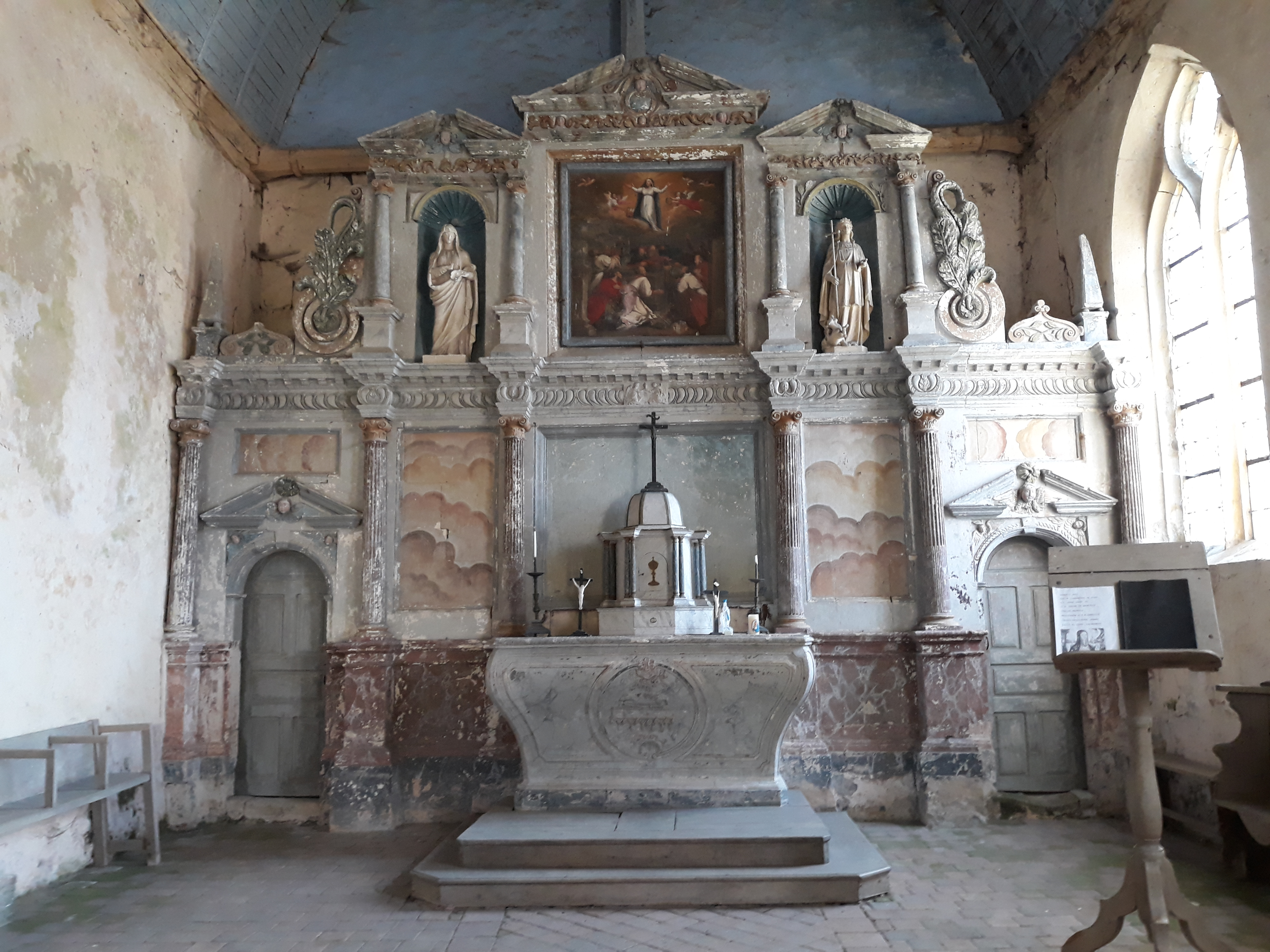
Le maitre-autel.
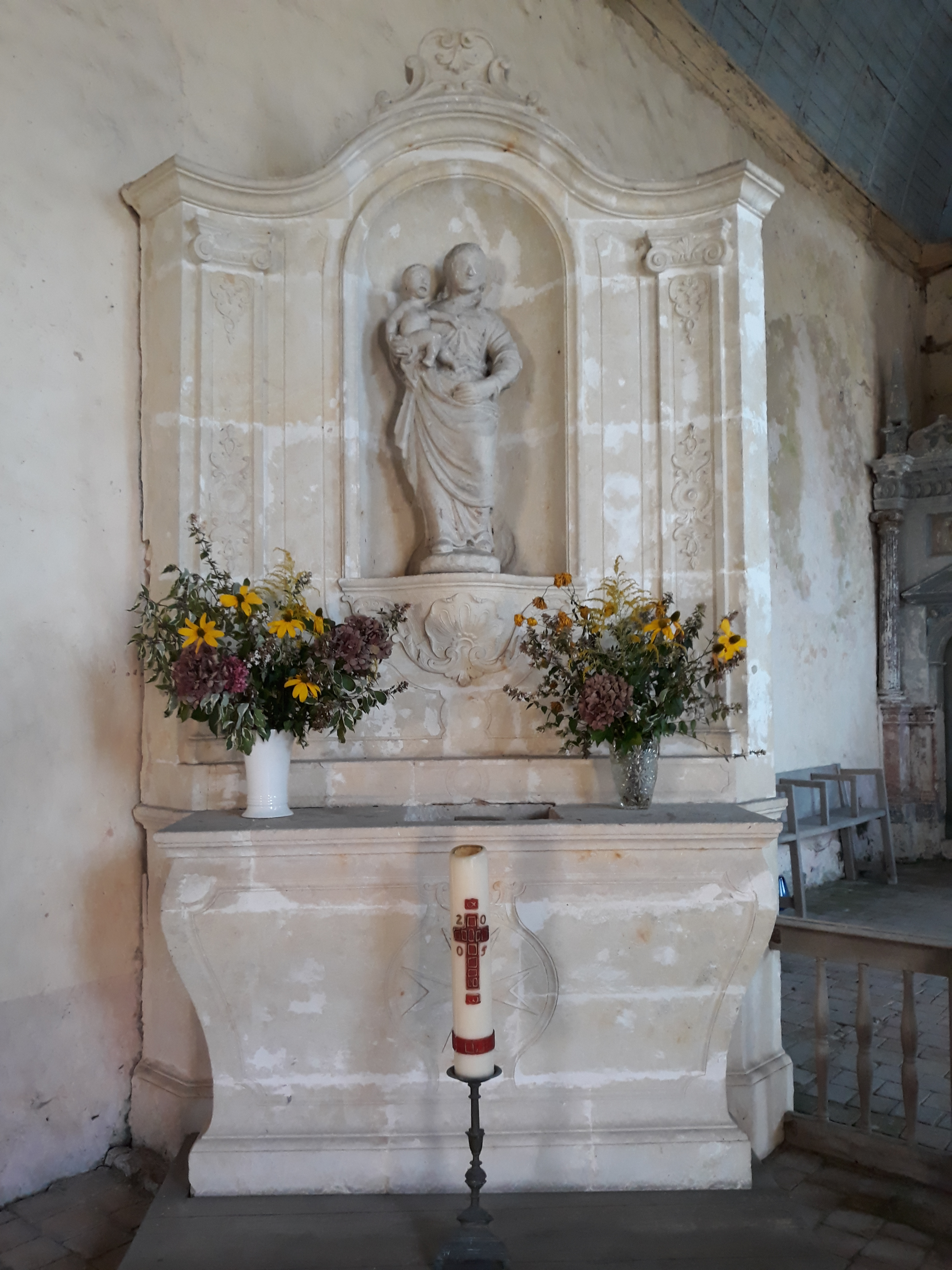
L'autel latéral nord et sa Vierge à l'Enfant.
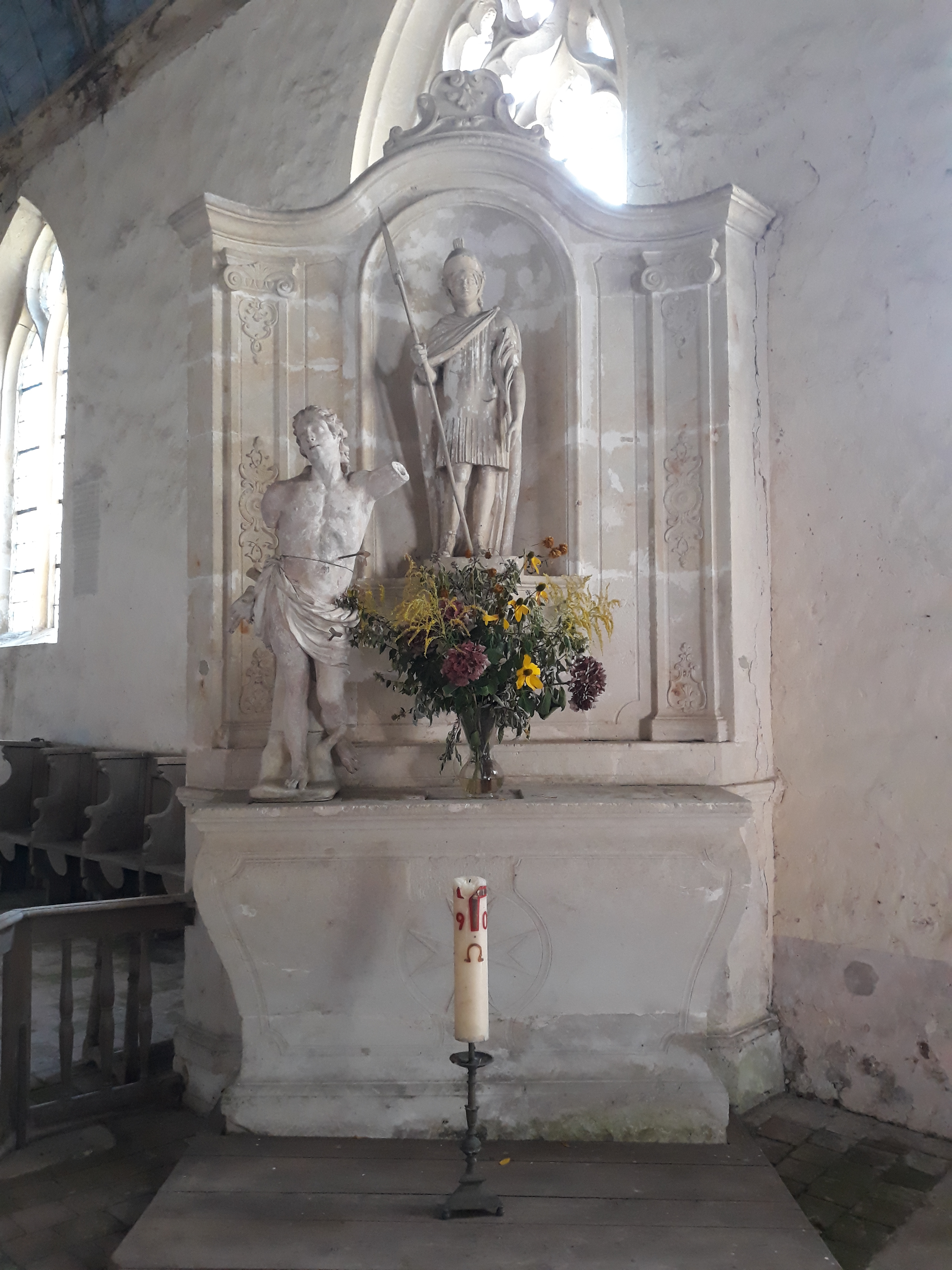
L'autel latéral sud et sa statue de saint Maurice en légionnaire romain. La statue de saint Sébastien a été posée sur l'autel.